# Klara Ludwika Szczęsna

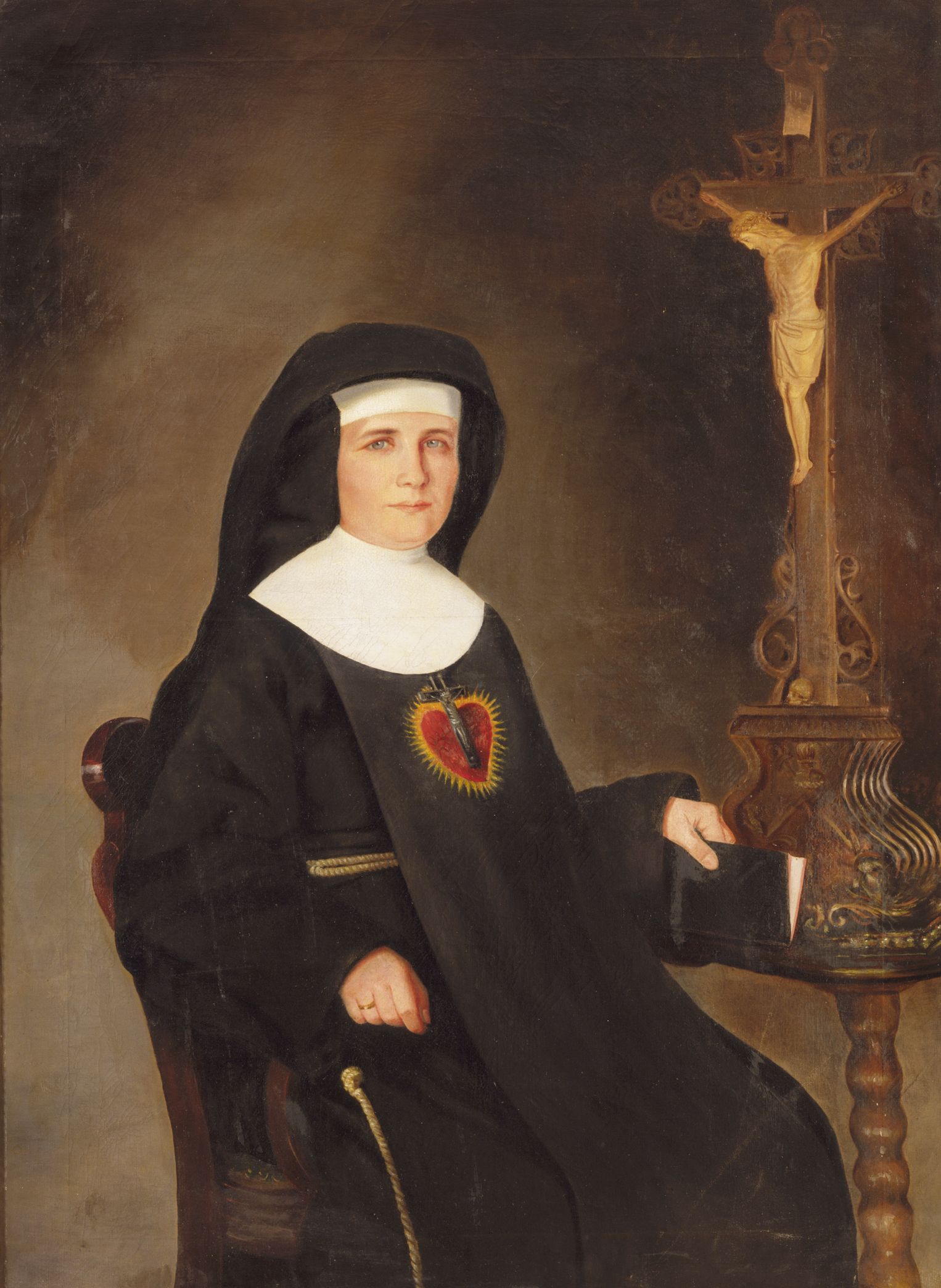
Klara Ludwika Szczęsna (1863–1916)

Klara Ludwika Szczęsna [klara ludˈvʲika ˈʂt͡ʂɛ̃snɨ] (* 18. Juli 1863 in Cieszki, Polen; † 7. Februar 1916 in Krakau, Polen) war eine römisch-katholische Ordensfrau und Mitgründerin der Kongregation der Dienerinnen des heiligen Herzen Jesu. In der katholischen Kirche wird sie als Selige verehrt.

## Leben
Ludwika wurde 1863 als das sechste von sieben Kindern der Eheleute Antoni Szczęsny und Franciszka Skorupska geboren. Am 24. Juli 1863 wurde sie in der nahe gelegenen Pfarrei St. Andreas Apostel in Lubowidz getauft.
In ihrer Kindheit besucht sie keine Schule, sondern wurde von ihrer Mutter zu Hause unterrichtet. Die Familie zog Anfang der 1870er Jahre in den kleinen Ort Borczyny. Dort starb ihre Mutter am 25. September 1875.
Wahrscheinlich war der Tod der Mutter ein Erlebnis, der sie ihre Berufung zum geistlichen Leben erkennen ließ, da sie zu dieser Zeit begann mehr zu beten und die Gottesmutter mehr zu verehren. Vier Monate nach dem Tod der Mutter heiratete ihr Vater seine zweite Ehefrau, die erst achtzehnjährige Antonina Więckowska.
Ihr Vater wollte für Ludwika im Alter von 17 Jahren im Jahr 1880 eine Hochzeit arrangieren. Aber Ludwika widersprach seinen Plänen und teilte ihm seine Pläne mit, Ordensschwester zu werden. Sie verließ ihr Elternhaus und ging nach Mława, wo sie als Schneiderin ihr Geld verdiente. Im August 1885 nahm sie in Zakroczym an Exerzitien teil, die von dem Kapuzinerpater Honorat Koźmiński geleitet wurden. Die Begegnung mit Pater Honorat war für ihr weiteres Leben entscheidend, da er sie in ihrem Wunsch, ihr Leben Gott zu weihen, ermutigte.
Am 8. Dezember 1886 trat Ludwika in die Gemeinschaft der Dienerinnen Jesu ein, die 1884 von Pater Honorat Koźmiński und Eleonora Motylowska gegründet worden war, und begann das Noviziat in Warschau. Nach dem Noviziatsjahr und dem Treueversprechen legte sie am 8. Dezember 1889 ihr erstes Gelübde ab, welches aber nur privaten Charakter hatte, da die Gemeinschaft dem Dritten Orden des heiligen Franziskus angehörte noch keine eigenständige Kongregation war.
Dann wurde sie Oberin in einem Haus der Gemeinschaft in Lublin. Dort arbeitete sie aber auch weiter als Schneiderin.
Als im Jahr 1893 Pater Honorat von dem Priester Józef Sebastian Pelczar um Schwestern gebeten wurde, die in Krakau ein Haus für Dienstmägde und bedürftige Frauen leiten sollten, wurde Schwester Ludwika zusammen mit Schwester Faustyna Rostkowska für diese Aufgabe ausgewählt.
Inspiriert durch die Begegnung mit Józef Sebastian Pelczar beschloss Schwester Ludwika, mit ihm zusammen eine neue Kongregation zu gründen. Mit Erlaubnis von Bischof Albin Dunajewski gründeten die beiden am 15. April 1894 die Kongregation der Dienerinnen des heiligen Herzen Jesu.
Erste Oberin der neuen Gemeinschaft wurde Ludwika selber, die aber nun den Ordensnamen Klara annahm. Am 2. Juli 1895 legte Schwester Klara die ewige Profess ab und wurde zusätzlich Novizenmeisterin. Am gleichen Tag wurde der Grundstein für ein Klostergebäude gelegt. Acht Tage danach legten vier weitere Schwestern die zeitliche Profess ab.
Am 28. Dezember 1907 wurde Schwester Klare zur Generaloberin der Gemeinschaft gewählt. Am 19. März 1912 wurde die Gemeinschaft vom Heiligen Stuhl anerkannt und beim Generalkapitel am 27. Dezember 1913 wurde Klara als Generaloberin bestätigt.
Zu dieser Zeit wuchs die Kongregation immer weiter und übernahm auch neue Aufgabenfelder. Zur Sorge um Dienstmägde, Arbeiter und Kranke zu Hause kamen die Arbeit in Krankenhäusern und Schulen, Nähkurse und Glaubensunterricht in kleinen Dörfern, die keinen Priester hatten.
Schwester Klara war 22 Jahre lang die Oberin der Gemeinschaft. Am 7. Februar 1916 starb sie an einem Lungentumor.
Sie wurde auf dem Friedhof Rakowicki beigesetzt.

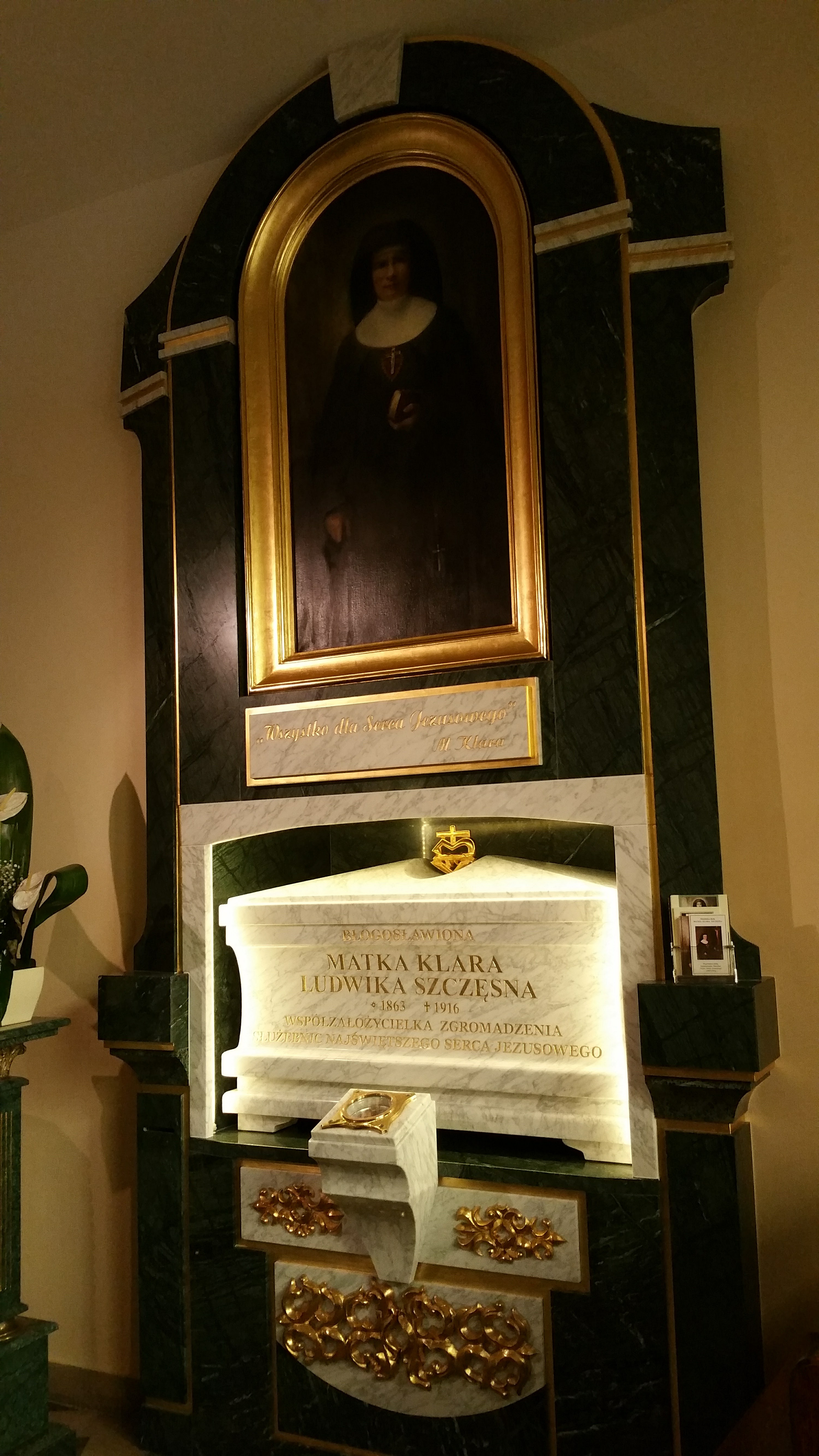
Grab der seligen Klara Ludwika Szczęsna im Generalat der Dienerinnen vom heiligen Herzen Jesu in Krakau
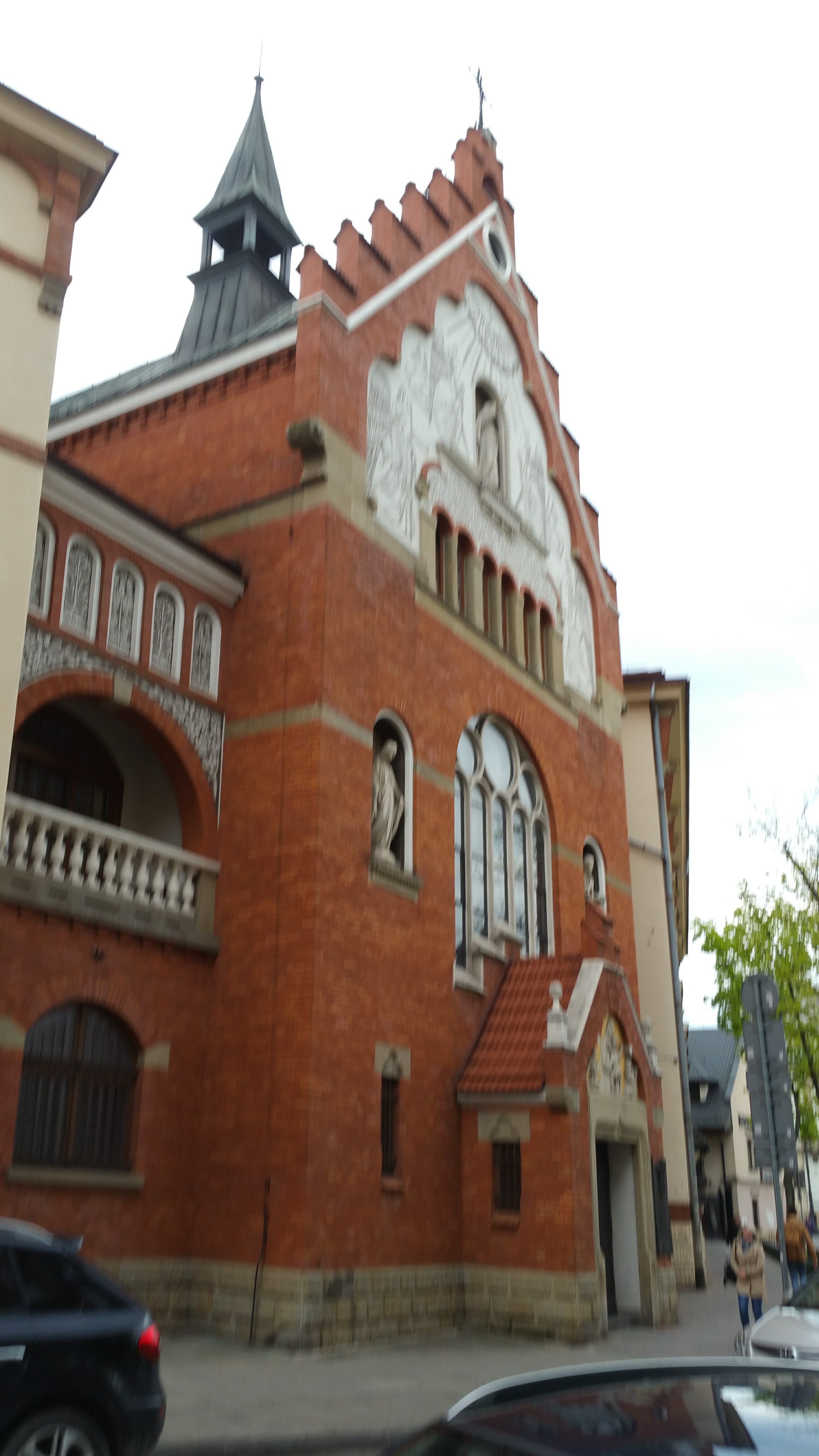
Außenansicht der Kapelle am Generalat der Dienerinnen des heiligen Herzen Jesu in Krakau

## Seligsprechung

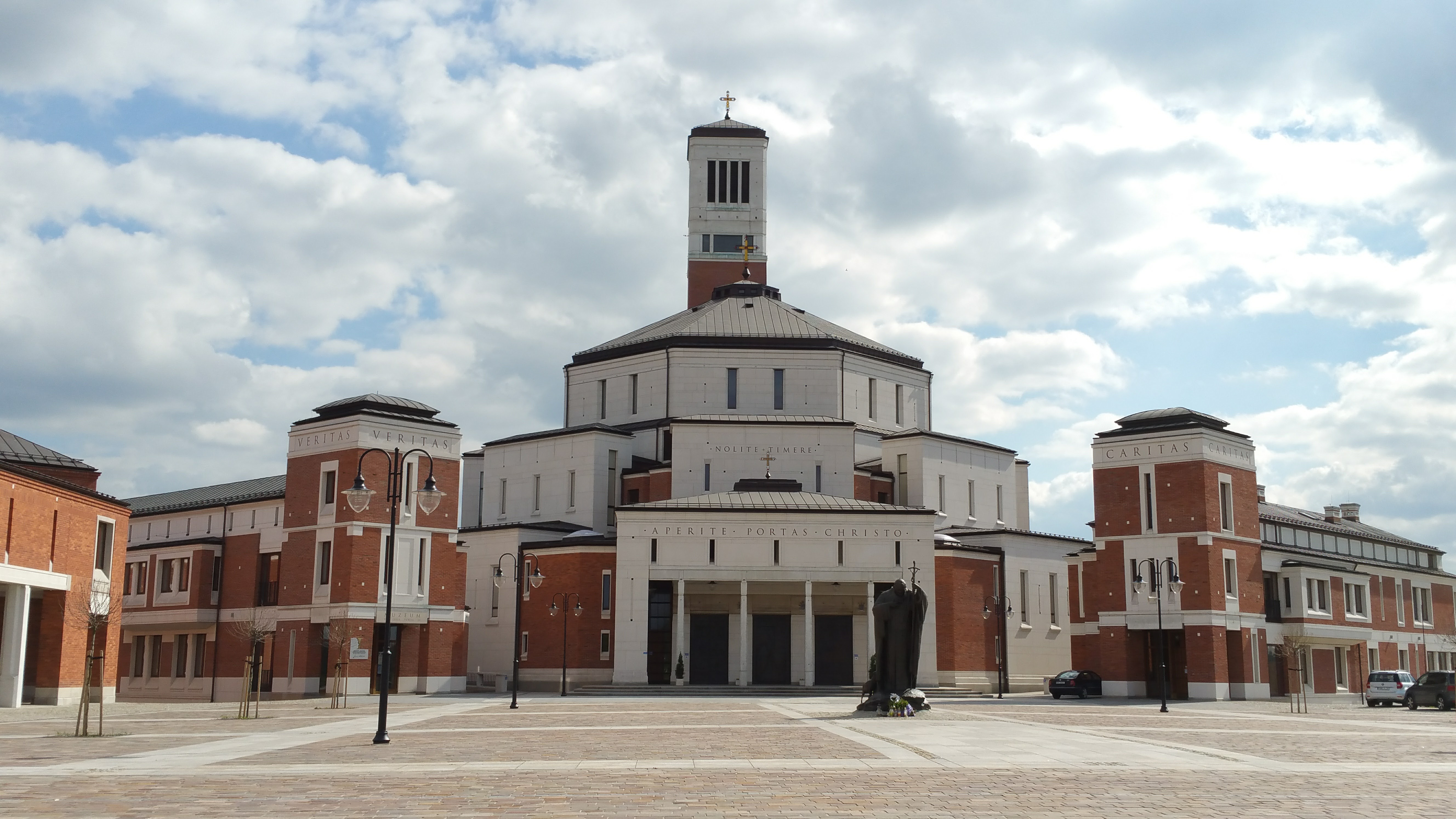
Heiligtum vom hl. Papst Johannes Paul II. in Krakau

Im Jahr 1994 begann der Seligsprechungsprozess, der 1996 auf Diözesanebene abgeschlossen wurde. Die Positio wurde im Jahr 2002 an die Kongregation für die Selig- und Heiligsprechungen übergeben.
Am 20. Dezember unterschrieb Papst Benedikt XVI. das Dekret über den heroischen Tugendgrad und verlieh ihr den Titel Ehrwürdige Dienerin Gottes.
Das für die Seligsprechung notwendige Wunder wurde von Papst Franziskus per Dekret am 5. Juni 2015 anerkannt.
Am 27. September 2015 wurde Schwester Klara im Auftrag des Papstes von Kardinal Angelo Amato im Krakauer Heiligtum Johannes Paul II. seliggesprochen.

## Gedenktag
Ihr Gedenktag in der Liturgie der Kirche ist ihr Todestag, der 7. Februar.